# Vigaszágas kieséses rendszer
A vigaszágas kieséses rendszer a kieséses rendszerű lebonyolítási forma egyik változata, amelyben a résztvevő két mérkőzés (párosítás) elvesztése esetén elesik attól, hogy megnyerje az adott tornát.
Ebben a rendszerben két ág van, egy „főág” és egy „vigaszág” (vagy „reményág”). A főágról kieső szereplő átkerül a vigaszágra.
Az egyenes kieséses rendszerhez hasonlóan itt is általában a résztvevők száma kettő valamelyik hatványával egyenlő.

## Lebonyolítás

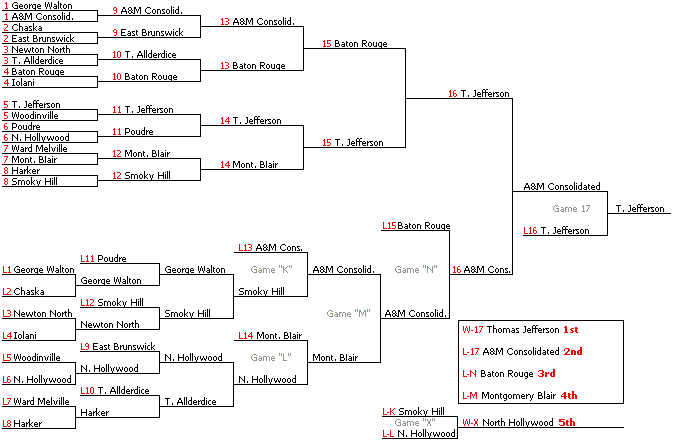
A 2004-es Science Bowl vigaszágas kieséses rendszerű lebonyolítása

A főág győztesei a főágon szerepelnek tovább, a vesztesek átkerülnek a vigaszágra. A vigaszág fordulói két szakaszból állnak. Az egyik szakaszban az előző forduló győztesei (vagy ha a legelső fordulóról van szó, akkor a főág első fordulójának vesztesei) vannak. A második szakaszban az előző forduló győztesei és a főág azonos fordulójának vesztesei vannak. Ez biztosítja, hogy a főág összes vesztese átkerülhessen a vigaszágra, és ott ellenfelet kapjon.
Például egy 8 résztvevős vigaszágas kieséses rendszerben az 1. forduló (negyeddöntő) vesztesei átkerülnek a vigaszág 1. fordulójába, ahol egymással mérkőznek. Innen a két vesztes kiesik, a két győztes továbbjut a vigaszág 2. fordulójának első szakaszába, ahol a főág 2. fordulójának (elődöntő) veszteseivel mérkőznek. A két győztes továbbjut vigaszág 2. fordulójának második szakaszába, ahol egymással mérkőznek. A győztes továbbjut vigaszág 3. fordulójába, ahol mérkőzik a főág döntőjének vesztesével. Ennek a mérkőzésnek a győztese pedig mérkőzik a főág döntőjének győztesével.
A „szabványos” vigaszágas kieséses rendszer döntője két mérkőzésből is állhat, ha valóban két vereség kell a kieséshez. Ez azt jelenti, hogy ha a főág győztese elveszti a döntőt, akkor csak egy veresége van, és így sportszerűtlen lenne a másikat győztesnek hirdetni, ezért a főág győztesének elég egyszer legyőznie a vigaszág győztesét (ekkor a vigaszág győztesének két veresége van), de a vigaszág győztesének kétszer kell legyőznie a főág győztesét, hogy megnyerje a tornát, mert csak ekkor lesz a főág győztesének két veresége. Számos tornán azonban nincs ilyen lebonyolítási rend, ilyenkor a döntő győztese megnyeri a tornát, és így előfordulhat, hogy a döntő vesztese egy vereséggel csak második lesz. Ugyanakkor előfordulhat, hogy a döntőt két nyert mérkőzésig, vagy két nyert játékig (szettig) játsszák.

## Variációk
Az olimpiai játékokon cselgáncsban is alkalmazzák a vigaszágas kieséses rendszert. Ebben a lebonyolításban a vigaszág győztese legfeljebb bronzérmes lehet. A főág döntőjének győztese megnyeri a versenyszámot, a vesztes a második helyen végez. A főág többi vesztese a vigaszágra kerül és két harmadik helyezett van a versenyszámban, tehát a vigaszág döntőjének nincs második szakasza, és a főág vesztese nem mérkőzik meg a vigaszág győztesével. A vigaszágra bekerülő versenyzőket a versenyszabályzatban írják elő. 1996-ban a vigaszágra azok a vesztes versenyzők kerültek, akiknek legyőzőik bejutottak az elődöntőbe. A vigaszágon az azonos versenyzőtől vereséget szenvedők mérkőztek meg egymással.
Ezt a rendszert alkalmazzák birkózásban és taekwondóban is.
Az 1996-os nyári olimpián strandröplabdában a „szabványos” vigaszágas kieséses rendszert alkalmazták azzal a különbséggel, hogy a döntő győztese megnyerte a tornát. A döntőt és a bronzmérkőzést két nyert szettig játszották. A női tornán a 4. fordulóban kieső, majd a vigaszágról érkező brazil páros (Monica Rodrigues, Adriana Samuel) ezüstérmes lett, azaz megnyerhették volna a tornát, ha a döntőben győznek.